# Christoph Bergner
Christoph Bergner (ur. 24 listopada 1948 w Zwickau) – niemiecki polityk, agronom i samorządowiec, działacz Unii Chrześcijańsko-Demokratycznej (CDU), poseł do Bundestagu, w latach 1993–1994 premier Saksonii-Anhaltu.

## Życiorys
W latach 1967–1971 studiował nauki rolnicze w Jenie i w Halle (Saale), następnie przez trzy lata pracował na Uniwersytecie Marcina Lutra w Halle i Wittenberdze. W 1971 wstąpił do Unii Chrześcijańsko-Demokratycznej, koncesjonowanej partii w Niemieckiej Republice Demokratycznej. Od 1974 do 1990 był pracownikiem naukowym instytutu biochemii roślin w ramach Akademii Nauk NRD.
W okresie przemian demokratycznych należał do partii Neues Forum (1989–1990). Po zjednoczeniu Niemiec działacz Unii Chrześcijańsko-Demokratycznej. W latach 1990–2002 zasiadał w landtagu kraju związkowego Saksonia-Anhalt, od 1991 do 1993 i od 1994 do 2001 pełnił funkcję przewodniczącego frakcji poselskiej CDU. W latach 1993–1994 sprawował urząd premiera Saksonii-Anhaltu. W latach 1991–1994 był wiceprzewodniczącym CDU w tym kraju związkowym, a w latach 1995–1998 był wiceprzewodniczącym zarządu federalnego partii.
W 2002 po raz pierwszy wybrany w skład Bundestagu. Reelekcję do niższej izby niemieckiego parlamentu uzyskiwał w wyborach w 2005, 2009 i 2013. Od 2005 do 2013 zajmował stanowisko sekretarza stanu w Ministerstwie Spraw Wewnętrznych. Od 2006 do 2014 był pełnomocnikiem rządu do spraw przesiedleńców i mniejszości narodowych.

## Odznaczenia
- Odznaka Honorowa Za Zasługi dla Województwa Opolskiego (2017)[1]

## Życie prywatne
Żonaty, ma troje dzieci. Jest ewangelikiem.